# 黄毛牡荆
黄毛牡荆（学名：Vitex vestita）为马鞭草科牡荆属下的一个种。

## 扩展阅读
- 維基物種上的相關：黄毛牡荆